# Mšice bršlicová
Mšice bršlicová (Cavariella aegopodii) je mšice poškozující listy rostlin sáním. Mšice bršlicová je řazena do čeledě mšicovití (Aphididae) , řádu polokřídlí (Hemiptera).

## EPPO kód
CAVAAE

## Synonyma patogena
Podle EPPO je pro patogena s označením Cavariella aegopodii používáno více rozdílných názvů, například Aphis aegopodii nebo Aphis epilobaria.

### České názvy
Podle Biolib je pro patogena s označením mšice bršlicová používáno více rozdílných názvů, například mšice brslenová.

## Popis
Dospělci jsou zelení, okřídlení zelení s černými skvrnami, 2 - 2,5 mm dlouzí. 

## Hostitel
Patogen poškozuje rostliny z čeledě miříkovité, bobovité, hvězdnicovité, vrbovité.

## Příznaky
Deformace a nekrózy listů, deformace letorostů, žloutnutí. Hynutí rostlin a mladých dřevin. Medovice na listech.

## Význam
Snižování listové plochy, úhyn rostlin, znehodnocení rostlin kopru. Přenáší virové choroby rostlin, které způsobují podstatnější škody než sání mšic.

## Biologie
Mšice má několik generací během roku, z vajíček na rostlinách z čeledi vrbovitých se líhnou na jaře samice. Populace během vegetace migruje na sekundárního hostitele. Přezimují černá vajíčka na zimních hostitelích (primární hostitel).

## Ekologie
Lesy, parky, zahrady. Predátoři: slunéčka, střevlíci, dravé ploštice, zlatoočky, larvy pestřenek a bejlomor rodu Aphidoletes, pavouci a další. Během sání mšice přenášejí virové infekce.